# Коростово (Рязанская область)
Коростово — село в Рязанском районе Рязанской области России. Входит в состав Заокского сельского поселения.

## Географическое положение

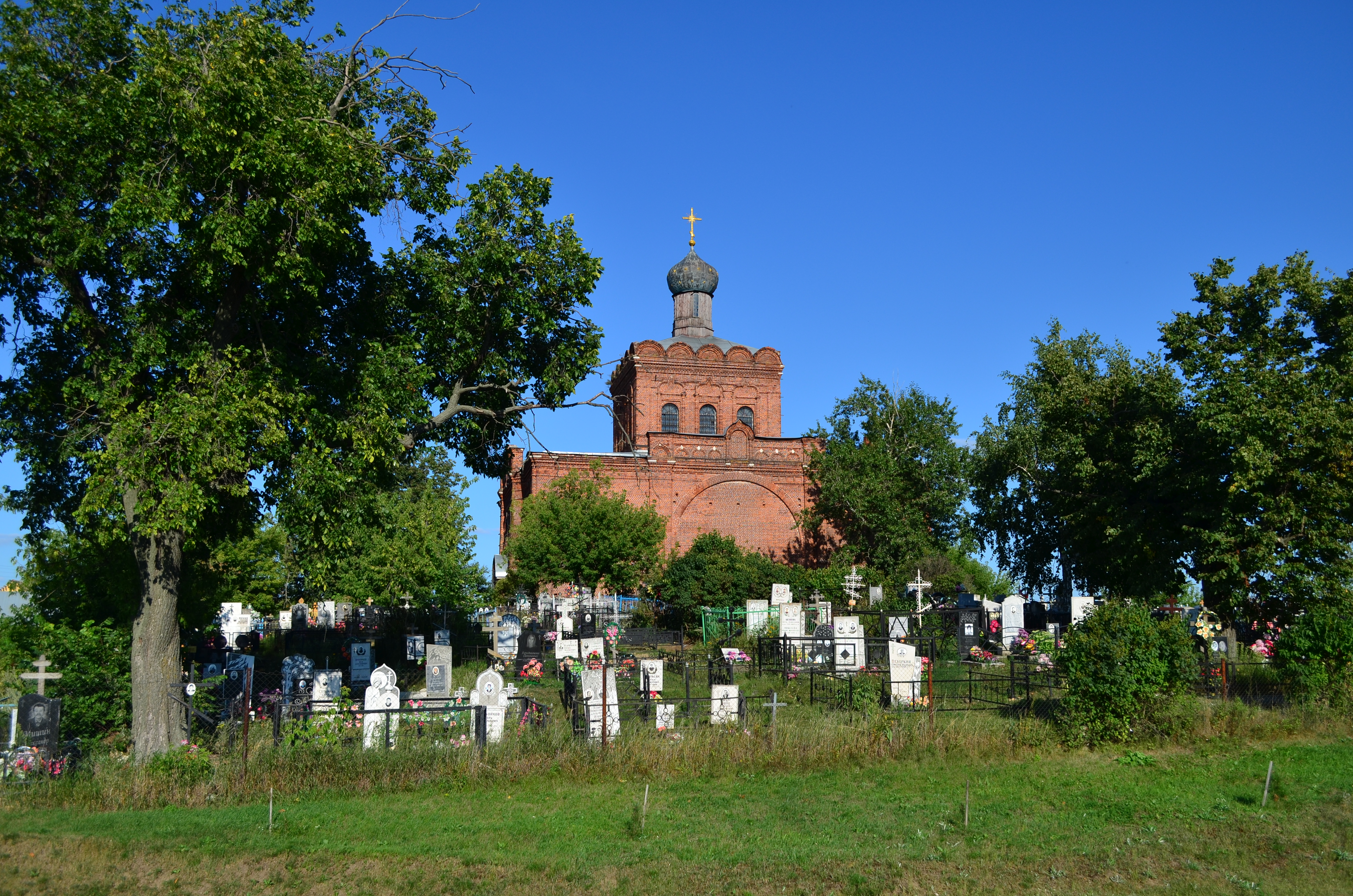
Церковь Покрова Богородицы.

Село Коростово расположено на левом берегу Оки к северу от Рязани.

## История
Покровская церковь в селе Коростово впервые упоминается в окладных книгах 1676 года. В 1770 году помещицей Анной Яковлевной Салтыковой была построена новая каменная Покровская церковь с пределом великомученицы Варвары.
В 1905 году село относилось к Солотчинской волости  Рязанского уезда и имело 330 дворов при численности населения 2125 чел.

## Население
| 1859 | 1897  | 1906  | 2010 |
| ---- | ----- | ----- | ---- |
| 1324 | ↗1729 | ↗2125 | ↘522 |

## Улицы
Уличная сеть села состоит из 13 улиц.

## Транспорт и связь
Село имеет регулярное автобусное сообщение с областным центром.
Во время весенних паводков автомобильная дорога, связывающая село с Рязанью, оказывается подтопленной, и для сообщения жителей села с областным центром используется водный транспорт.
Село обслуживает сельское отделение почтовой связи Заокское (индекс 390536).

## Известные уроженцы
- Иванов, Иван Павлович (1925 - 1995) - полный кавалер ордена Славы
- Чубаров, Алексей Кузьмич (1913 - 1964) - старший лейтенант, Герой Советского союза